# Chironius scurrulus

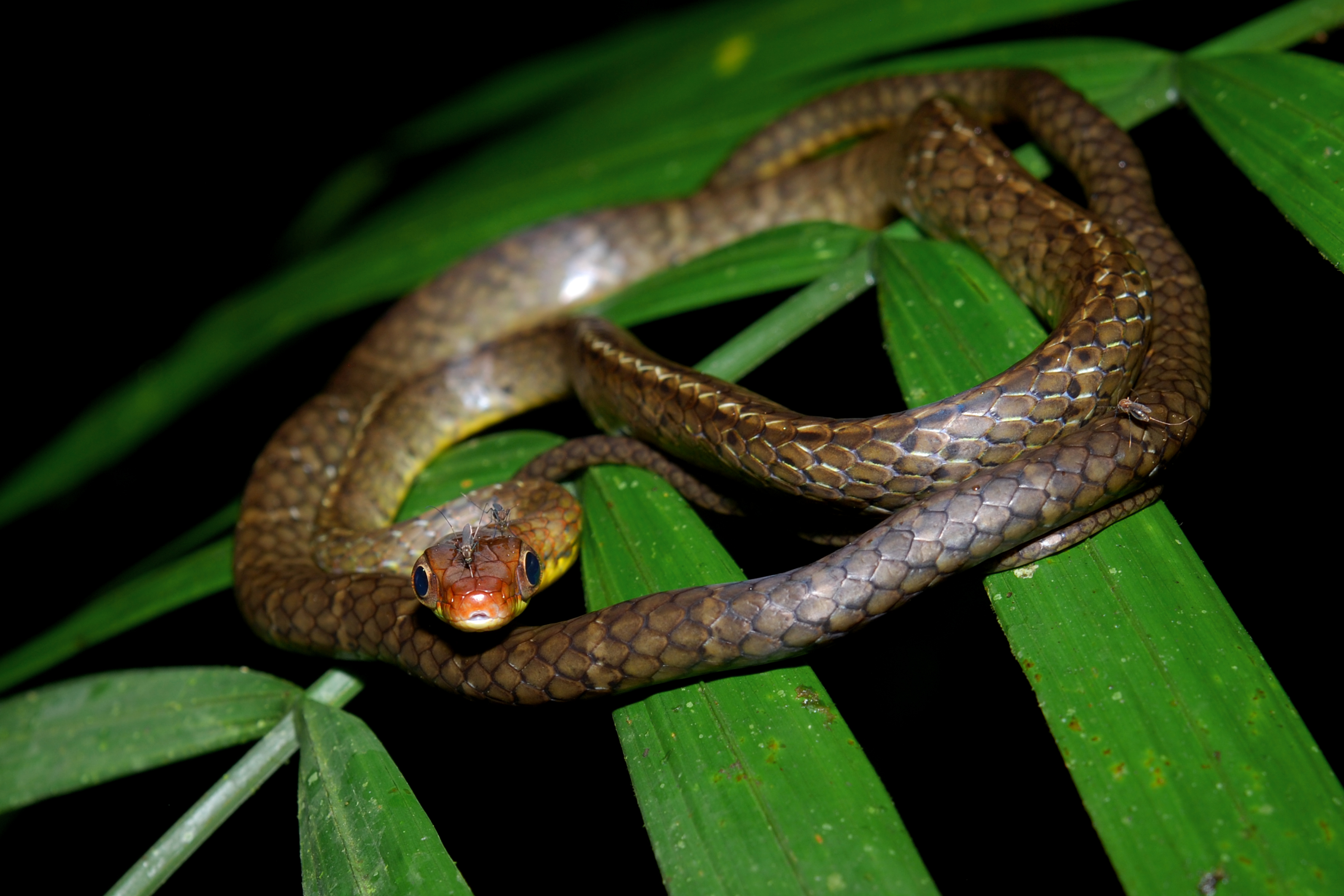
Chironius scurrulus.

Chironius Scurrulus es una especie de serpiente de la familia de los Colubridae,  

## Distribución geográfica
Se encuentra en la mayor parte de los bosques lluviosos de la selva amazónica.

## Descripción
Se caracteriza por tener la piel de color marrón rojizo con manchas oscuras que se contrastan con el fondo al igual que su cabeza, en su torso o zona inferior la intensidad de su color se reduce. La disposición de sus escamas dorsales se presentan en 10 filas.
Al ser de la familia Colubridae no posee colmillos, lo que indica que no es venenosa pero puede ser agresiva. 

## Hábitat y comportamiento
Se encuentra mayoritariamente en bosques, en el suelo o en árboles pequeños, o en arbustos y matorrales.
Tiene un comportamiento diurno y se alimenta de ranas y lagartijas. Al verse amenazada utiliza su cola como un látigo para ahuyentar otros animales que represente un peligro para ella.